# Émile Merlin
Émile Alphonse Louis Merlin (Mons, 12 de outubro de 1875 – Le Bourg-d'Oisans, 29 de julho de 1938) foi um matemático e astrônomo belga.
Merlin trabalhou na edição francesa da Encyklopädie der mathematischen Wissenschaften.
Foi palestrantes convidado do Congresso Internacional de Matemáticos em Toronto (1924: Sur les lignes asymptotiques en géométrie infinitésimale) e em Oslo (1936: Sur certains mouvements des fluides parfaits).

## Publicações selecionadas
- com Paul Stroobant, Jules Delvosal, Hector Philippot, and Eugène Delporte: Les observatoires astronomiques et les astronomes. [S.l.]: Hayez. 1907
- «La Répartition des Taches Solaires en Latitudes Héliographiques». 1907. Bibcode:1907BSBA...12A.179M
- «Sur la détermination systématique des éléments de la figure elliptique d'une planète au moyen de mesures micrométriques de diamètres». 1908. Bibcode:1908AN....178..391M. doi:10.1002/asna.19081782404
- «Observations d'etoiles doubles effectuees a l'equatorial de 38 centime tres EN 1906 et 1907». 1908. Bibcode:1908AnOBN..11...75M
- «Sur la résolution graphique des triangles sphériques et la détermination rapide de la longitude et de la latitude d'un lieu». 1930. Bibcode:1930BuAst...6..119M
- «Sur une formule usitée en astronomie». 1938. Bibcode:1938C&T....54....1M